# Gyáriparosok Országos Szövetsége
A Gyáriparosok Országos Szövetsége (GYOSZ) országos gazdasági, munkaadói érdekképviseleti szövetség. 1902-ben alakult. 42 év szünet után 1990-ben alakult újjá. 

## Története

### 1902-től 1948-ig

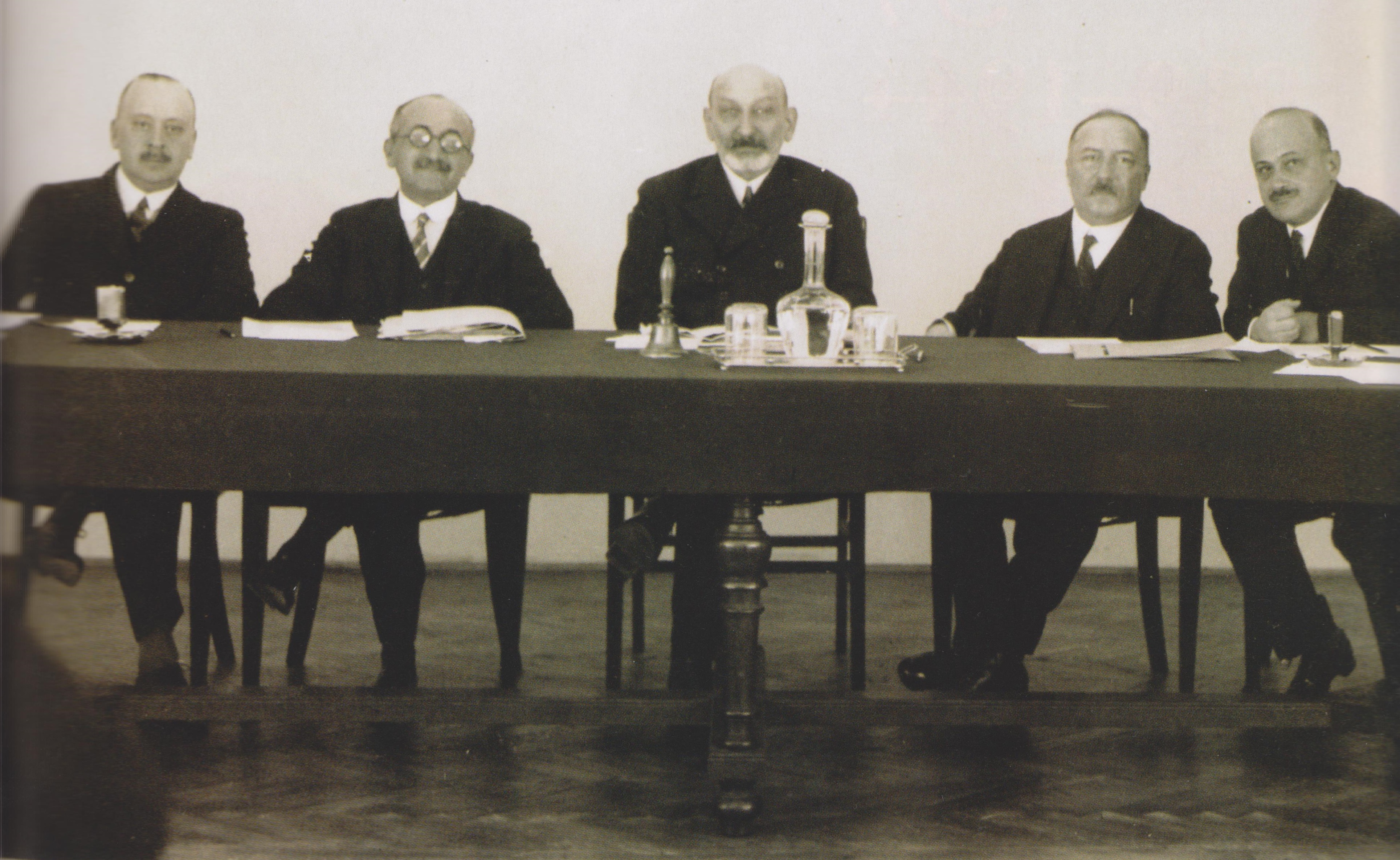
A GYOSZ elnöksége 1928-ban

A GYOSZ 1902-ben alakult. 
Alapítói id. Chorin Ferenc és Hatvany-Deutsch Sándor. 
Következetesen képviselte a gyáripar érdekeit minden jelentősebb gazdaságpolitikai törvényalkotási kérdésben, pl. a vámpolitika (különösen a Monarchia felbomlásakor), az adópolitika, az iparfejlesztés, a társadalombiztosítás első intézményeinek kialakítása terén, stb. 
Hivatalos lapja a Magyar Gyáripar. A GYOSZ tehetős vezetői és tagjai sokat tettek a Nyugat irodalmi folyóirat támogatása terén (elsősorban Fenyő Miksának és Hatvany-Deutsch Lajosnak köszönhetően).  

### 1990-től
A GYOSZ 1990-ben alakult újjá. 
1998-ban egyesült a Magyar Munkaadói Szövetséggel Munkaadók és Gyáriparosok Országos Szövetsége néven.

## Vezetői

### A GYOSZ elnökei

#### 1902-től 1948-ig
- id. Chorin Ferenc 1902–1925
- Fellner Henrik 1925–1928
- ifj. Chorin Ferenc 1928–1942
- Haggenmacher Henrik 1942–1944
- Fenyő Miksa 1945–1947
- Fellner Pál 1947–1948

### A GYOSZ ügyvezető igazgatói, illetve vezérigazgatói

#### 1902-től 1948-ig
- Neményi Ambrus 1902–1904
- Hegedüs Lóránt 1904–1912 (később pénzügyminiszter)
- Gratz Gusztáv 1912–1917 (később pénzügyminiszter, majd külügyminiszter)
- Fenyő Miksa 1917–1938 (a Nyugat alapító szerkesztője)
- Knob Sándor 1938–1948